# The Brass Ring
The Brass Ring (o Los Anillos de Bronce, como se los conoció en los países hispanohablantes) fue un grupo estadounidense de músicos de estudio liderados por el saxofonista y arreglista Phil Bodner. 
Afincados en la ciudad de Nueva York, su estilo fue similar al de Herb Alpert y otros grupos instrumentales del «Now Sound» («el sonido de ahora») de la década de 1960. Tuvieron varios LP y dos singles exitosos. El primero, The Phoenix Love Theme (Senza Fine) («Sin final»), se oyó en la película The Flight of the Phoenix, y estuvo en la posición n.º 32 en el Billboard Hot 100 en 1966. El segundo, The Dis-Advantages of You («Tus desventajas»), fue usado para el comercial de cigarrillos Benson & Hedges en TV, y alcanzó el n.º 36 en 1967.
Varios singles, incluyendo «Love In The Open Air» («Amor al aire libre»), es valorado por los coleccionistas, ya que es un cover de la autoría de Paul McCartney.
El grupo se disolvió en 1972.

## Discografía
| Año    | Título                                           | Sello           | US Top 200 |
| ------ | ------------------------------------------------ | --------------- | ---------- |
| c.1965 | The Now Sound of the Brass Ring                  | Dunhill Records | -          |
| 1966   | Lara's Theme                                     | Dunhill Records | -          |
| 1966   | Love Theme from The Flight of the Phoenix        | Dunhill Records | #109       |
| 1967   | Sunday Night at the Movies                       | Dunhill Records | #157       |
| 1967   | The Dis-Advantages of You                        | Dunhill Records | #193       |
| 1968   | Gazpacho: Brass Ring Featuring Phil Bodner       | Dunhill Records | -          |
| 1968   | Only Love                                        | Dunhill Records | -          |
| c.1970 | The Best of the Brass Ring Featuring Phil Bodner | Dunhill Records | -          |